# Барт Бекс
Барт Бекс (нід. Bart Beks; нар. 4 липня 1973) — колишній нідерландський тенісист.
Найвищу одиночну позицію світового рейтингу — 595 місце досяг 15 листопада 2004, парну — 174 місце — 8 серпня 2005 року.
Здобув 1 парний титул.

## Фінали ATP Челленджер і ITF Ф'ючерс

### Одиночний розряд: 2 (0–2)
| Легенда              |
| -------------------- |
| ATP Челленджер (0–0) |
| ITF Ф'ючерс (0–2)    |

| Фінали за покриттям |
| ------------------- |
| Тверде (0–0)        |
| Ґрунт (0–2)         |
| Трава (0–0)         |
| Килим (0–0)         |

| Результат | В-П | Дата     | Турнір                          | Рівень  | Покриття | Суперник        | Рахунок       |
| --------- | --- | -------- | ------------------------------- | ------- | -------- | --------------- | ------------- |
| Поразка   | 0–1 | Сер 2004 | Естонія F1, Таллінн             | Ф'ючерс | Ґрунт    | Янне Ояла       | 6–7(4–7), 3–6 |
| Поразка   | 0–2 | Чер 2008 | Республіка Македонія F2, Скоп'є | Ф'ючерс | Ґрунт    | Синиша Маркович | 4–6, 3–6      |

### Парний розряд: 25 (11–14)
| Легенда              |
| -------------------- |
| ATP Челленджер (1–5) |
| ITF Ф'ючерс (10–9)   |

| Фінали за покриттям |
| ------------------- |
| Тверде (0–4)        |
| Ґрунт (11–9)        |
| Трава (0–0)         |
| Килим (0–1)         |

| Результат | В-П   | Дата     | Турнір                                     | Рівень     | Покриття | Партнер                | Суперники                                  | Рахунок            |
| --------- | ----- | -------- | ------------------------------------------ | ---------- | -------- | ---------------------- | ------------------------------------------ | ------------------ |
| Перемога  | 1–0   | Жов 2002 | Домініканська Республіка F1, Санто-Домінго | Ф'ючерс    | Ґрунт    | Рааул Снейдерс         | Хосе Бернард Родріго Вальєхо               | 6–4, 6–2           |
| Поразка   | 1–1   | Чер 2003 | Естонія F1A, Таллінн                       | Ф'ючерс    | Ґрунт    | Майт Кюннап            | Андіс Юшка Стіан Боретті                   | 4–6, 4–6           |
| Перемога  | 2–1   | Лип 2003 | Нідерланди F3, Гергюговард                 | Ф'ючерс    | Ґрунт    | Ремко Пондман          | Като Дзюн Стефан Ваутерс                   | 6–4, 4–6, 7–6(7–4) |
| Перемога  | 3–1   | Сер 2003 | Польща F1, Познань                         | Ф'ючерс    | Ґрунт    | Петр Дезорт            | Томаш Беднарек Філіп Аніола                | 7–6(9–7), 6–4      |
| Поразка   | 3–2   | Вер 2003 | Кенія F1, Момбаса                          | Ф'ючерс    | Тверде   | Матве Мідделкоп        | Веслі Вайтгаус Віллем-Петрус Меєр          | 3–6, 6–7(3–7)      |
| Поразка   | 3–3   | Лис 2003 | Аруба F1, Ораньєстад                       | Ф'ючерс    | Тверде   | Паул Лоґтенс           | Алессандро Мотті Стефан Робер              | 4–6, 0–6           |
| Поразка   | 3–4   | Чер 2004 | Фінляндія F2, Vierumäki                    | Ф'ючерс    | Ґрунт    | Рік Схалкерс           | Фредерік Нільсен Расмус Нербю              | 6–7(2–7), 3–6      |
| Перемога  | 4–4   | Лип 2004 | Данія F3, Lyngby                           | Ф'ючерс    | Ґрунт    | Стефано Янні           | Іоурі Барков Юго Паукку                    | 6–2, 6–1           |
| Поразка   | 4–5   | Сер 2004 | Естонія F1, Таллінн                        | Ф'ючерс    | Ґрунт    | Майт Кюннап            | Александер Гартман Юган Брунстрем          | 6–7(6–8), 6–7(3–7) |
| Перемога  | 5–5   | Сер 2004 | Латвія F1, Юрмала                          | Ф'ючерс    | Ґрунт    | Майт Кюннап            | Яспер Сміт Зімон Штадлер                   | 6–4, 5–7, 7–6(7–3) |
| Перемога  | 6–5   | Сер 2004 | Литва F2, Вільнюс                          | Ф'ючерс    | Ґрунт    | Майт Кюннап            | Марцин Мащик Радослав Ніякі                | 6–4, 4–6, 6–3      |
| Поразка   | 6–6   | Сер 2004 | Польща F4, Познань                         | Ф'ючерс    | Ґрунт    | Томаш Беднарек         | Філіп Урбан Філіп Аніола                   | 1–6, 7–6(7–5), 3–6 |
| Перемога  | 7–6   | Жов 2004 | Грузія F1, Тбілісі                         | Ф'ючерс    | Ґрунт    | Майт Кюннап            | Кирило Іванов-Смоленський Філіпп Мухометов | 6–4, 6–4           |
| Перемога  | 8–6   | Жов 2004 | Грузія F2, Тбілісі                         | Ф'ючерс    | Ґрунт    | Майт Кюннап            | Баштіан Кніттель Петер Маєр-Тішер          | 6–7(4–7), 6–1, 6–3 |
| Поразка   | 8–7   | Тра 2005 | Дрезден, Німеччина                         | Челленджер | Ґрунт    | Мартейн ван Гастерен   | Крістофер Кас Філіпп Пецшнер               | 7–6(7–2), 2–6, 4–6 |
| Перемога  | 9–7   | Чер 2005 | Франція F8, Блуа                           | Ф'ючерс    | Ґрунт    | Матве Мідделкоп        | Стефан Робер Естебан Карріль               | 4–6 6–2, 6–3       |
| Поразка   | 9–8   | Жов 2005 | Барселона, Іспанія                         | Челленджер | Ґрунт    | Мартейн ван Гастерен   | Давід Марреро Габрієль Трухільйо Солер     | 4–6, 4–6           |
| Поразка   | 9–9   | Січ 2006 | Німеччина F4, Каарст                       | Ф'ючерс    | Килим    | Матве Мідделкоп        | Баштіан Кніттель Ральф Ґрамбов             | 6–7(4–7), 6–7(5–7) |
| Поразка   | 9–10  | Бер 2006 | Португалія F1, Фару                        | Ф'ючерс    | Тверде   | Матве Мідделкоп        | Алессандро да Коль Марсель Гранольєрс      | 4–6, 6–3, 2–6      |
| Поразка   | 9–11  | Тра 2006 | Туніс (місто), Туніс                       | Челленджер | Ґрунт    | Мартейн ван Гастерен   | Іван Наварро Даніель Хімено-Травер         | 2–6, 5–7           |
| Перемога  | 10–11 | Кві 2007 | К'яссо, Швейцарія                          | Челленджер | Ґрунт    | Матве Мідделкоп        | Теодор-Дачан Кречун Віктор Крівой          | 7–6(7–2), 7–5      |
| Перемога  | 11–11 | Лис 2007 | Сальвадор F2, Ла-Лібертад                  | Ф'ючерс    | Ґрунт    | Мікаель Кінтеро Агілар | Бред Померой Раян Лукіч                    | 6–3, 0–6, [10–8]   |
| Поразка   | 11–12 | Лис 2007 | Гуаякіль, Еквадор                          | Челленджер | Ґрунт    | Мікаель Кінтеро Агілар | Бріан Дабуль Хуан Пабло Гусман             | 6–7(5–7), 3–6      |
| Поразка   | 11–13 | Тра 2008 | Греція F3, Каламата                        | Ф'ючерс    | Тверде   | Трістан Фаррон-Магон   | Ніл Бамфорд Меттью Іллінґвор               | 3–6, 1–6           |
| Поразка   | 11–14 | Вер 2008 | Алфен, Нідерланди                          | Челленджер | Ґрунт    | Матве Мідделкоп        | Філіпп Маркс Раміз Джунейд                 | 3–6, 2–6           |